# Маникотели (Кјети)
Маникотели (итал. Manicottelli) је насеље у Италији у округу Кјети, региону Абруцо.
Према процени из 2011. у насељу је живело 36 становника. Насеље се налази на надморској висини од 417 м.